# Odontura moghrebica
Odontura moghrebica är en insektsart som beskrevs av Morales-agacino 1950. Odontura moghrebica ingår i släktet Odontura och familjen vårtbitare. Inga underarter finns listade i Catalogue of Life.